# Anatolij Kuznecov
Anatolij Georgievič Kuznecov (in russo Анатолий Георгиевич Кузнецов?; Perm', 23 luglio 1932 – Reutov, 2000) è stato un compositore di scacchi russo (sovietico fino al 1991). È noto anche con la trascrizione Anatoly Kuznetsov.
Arbitro Internazionale della FIDE per la composizione di studi e problemi (1965); Maestro Internazionale della composizione (1980); Maestro onorario dello sport dell'URSS (1961); editore della rubrica studistica della rivista Šachmaty v SSSR dal 1971.
Ha composto circa 250 lavori, tra cui un centinaio di studi. Ha ottenuto 50 primi premi, di cui 12 per la composizione di studi. Dal 1955 al 1969 ha partecipato a sei campionati sovietici individuali della composizione.
Ha scritto numerosi articoli sulla composizione di scacchi, e due libri: Cveta Šachmatnogo spektra ("I colori dello spettro degli scacchi"), (Fizkultura i Sport, Mosca 1980) e Brilliant Chess Studies (Mosca, 1998).
Di professione era un giornalista.
Ha composto diversi studi in collaborazione con lo studista Boris Andreevič Sacharov, tra cui il seguente, vincitore del primo premio nel campionato sovietico di composizione a squadre del 1958.
|   | a | b | c | d | e | f | g | h |   |
| 8 | a7 torre del nero · d7 pedone del nero · b6 pedone del nero · c6 re del nero · c5 pedone del bianco · d5 torre del bianco · b3 re del bianco · f3 alfiere del bianco · h3 alfiere del nero | a7 torre del nero · d7 pedone del nero · b6 pedone del nero · c6 re del nero · c5 pedone del bianco · d5 torre del bianco · b3 re del bianco · f3 alfiere del bianco · h3 alfiere del nero | a7 torre del nero · d7 pedone del nero · b6 pedone del nero · c6 re del nero · c5 pedone del bianco · d5 torre del bianco · b3 re del bianco · f3 alfiere del bianco · h3 alfiere del nero | a7 torre del nero · d7 pedone del nero · b6 pedone del nero · c6 re del nero · c5 pedone del bianco · d5 torre del bianco · b3 re del bianco · f3 alfiere del bianco · h3 alfiere del nero | a7 torre del nero · d7 pedone del nero · b6 pedone del nero · c6 re del nero · c5 pedone del bianco · d5 torre del bianco · b3 re del bianco · f3 alfiere del bianco · h3 alfiere del nero | a7 torre del nero · d7 pedone del nero · b6 pedone del nero · c6 re del nero · c5 pedone del bianco · d5 torre del bianco · b3 re del bianco · f3 alfiere del bianco · h3 alfiere del nero | a7 torre del nero · d7 pedone del nero · b6 pedone del nero · c6 re del nero · c5 pedone del bianco · d5 torre del bianco · b3 re del bianco · f3 alfiere del bianco · h3 alfiere del nero | a7 torre del nero · d7 pedone del nero · b6 pedone del nero · c6 re del nero · c5 pedone del bianco · d5 torre del bianco · b3 re del bianco · f3 alfiere del bianco · h3 alfiere del nero | 8 |
| 7 | a7 torre del nero · d7 pedone del nero · b6 pedone del nero · c6 re del nero · c5 pedone del bianco · d5 torre del bianco · b3 re del bianco · f3 alfiere del bianco · h3 alfiere del nero | a7 torre del nero · d7 pedone del nero · b6 pedone del nero · c6 re del nero · c5 pedone del bianco · d5 torre del bianco · b3 re del bianco · f3 alfiere del bianco · h3 alfiere del nero | a7 torre del nero · d7 pedone del nero · b6 pedone del nero · c6 re del nero · c5 pedone del bianco · d5 torre del bianco · b3 re del bianco · f3 alfiere del bianco · h3 alfiere del nero | a7 torre del nero · d7 pedone del nero · b6 pedone del nero · c6 re del nero · c5 pedone del bianco · d5 torre del bianco · b3 re del bianco · f3 alfiere del bianco · h3 alfiere del nero | a7 torre del nero · d7 pedone del nero · b6 pedone del nero · c6 re del nero · c5 pedone del bianco · d5 torre del bianco · b3 re del bianco · f3 alfiere del bianco · h3 alfiere del nero | a7 torre del nero · d7 pedone del nero · b6 pedone del nero · c6 re del nero · c5 pedone del bianco · d5 torre del bianco · b3 re del bianco · f3 alfiere del bianco · h3 alfiere del nero | a7 torre del nero · d7 pedone del nero · b6 pedone del nero · c6 re del nero · c5 pedone del bianco · d5 torre del bianco · b3 re del bianco · f3 alfiere del bianco · h3 alfiere del nero | a7 torre del nero · d7 pedone del nero · b6 pedone del nero · c6 re del nero · c5 pedone del bianco · d5 torre del bianco · b3 re del bianco · f3 alfiere del bianco · h3 alfiere del nero | 7 |
| 6 | a7 torre del nero · d7 pedone del nero · b6 pedone del nero · c6 re del nero · c5 pedone del bianco · d5 torre del bianco · b3 re del bianco · f3 alfiere del bianco · h3 alfiere del nero | a7 torre del nero · d7 pedone del nero · b6 pedone del nero · c6 re del nero · c5 pedone del bianco · d5 torre del bianco · b3 re del bianco · f3 alfiere del bianco · h3 alfiere del nero | a7 torre del nero · d7 pedone del nero · b6 pedone del nero · c6 re del nero · c5 pedone del bianco · d5 torre del bianco · b3 re del bianco · f3 alfiere del bianco · h3 alfiere del nero | a7 torre del nero · d7 pedone del nero · b6 pedone del nero · c6 re del nero · c5 pedone del bianco · d5 torre del bianco · b3 re del bianco · f3 alfiere del bianco · h3 alfiere del nero | a7 torre del nero · d7 pedone del nero · b6 pedone del nero · c6 re del nero · c5 pedone del bianco · d5 torre del bianco · b3 re del bianco · f3 alfiere del bianco · h3 alfiere del nero | a7 torre del nero · d7 pedone del nero · b6 pedone del nero · c6 re del nero · c5 pedone del bianco · d5 torre del bianco · b3 re del bianco · f3 alfiere del bianco · h3 alfiere del nero | a7 torre del nero · d7 pedone del nero · b6 pedone del nero · c6 re del nero · c5 pedone del bianco · d5 torre del bianco · b3 re del bianco · f3 alfiere del bianco · h3 alfiere del nero | a7 torre del nero · d7 pedone del nero · b6 pedone del nero · c6 re del nero · c5 pedone del bianco · d5 torre del bianco · b3 re del bianco · f3 alfiere del bianco · h3 alfiere del nero | 6 |
| 5 | a7 torre del nero · d7 pedone del nero · b6 pedone del nero · c6 re del nero · c5 pedone del bianco · d5 torre del bianco · b3 re del bianco · f3 alfiere del bianco · h3 alfiere del nero | a7 torre del nero · d7 pedone del nero · b6 pedone del nero · c6 re del nero · c5 pedone del bianco · d5 torre del bianco · b3 re del bianco · f3 alfiere del bianco · h3 alfiere del nero | a7 torre del nero · d7 pedone del nero · b6 pedone del nero · c6 re del nero · c5 pedone del bianco · d5 torre del bianco · b3 re del bianco · f3 alfiere del bianco · h3 alfiere del nero | a7 torre del nero · d7 pedone del nero · b6 pedone del nero · c6 re del nero · c5 pedone del bianco · d5 torre del bianco · b3 re del bianco · f3 alfiere del bianco · h3 alfiere del nero | a7 torre del nero · d7 pedone del nero · b6 pedone del nero · c6 re del nero · c5 pedone del bianco · d5 torre del bianco · b3 re del bianco · f3 alfiere del bianco · h3 alfiere del nero | a7 torre del nero · d7 pedone del nero · b6 pedone del nero · c6 re del nero · c5 pedone del bianco · d5 torre del bianco · b3 re del bianco · f3 alfiere del bianco · h3 alfiere del nero | a7 torre del nero · d7 pedone del nero · b6 pedone del nero · c6 re del nero · c5 pedone del bianco · d5 torre del bianco · b3 re del bianco · f3 alfiere del bianco · h3 alfiere del nero | a7 torre del nero · d7 pedone del nero · b6 pedone del nero · c6 re del nero · c5 pedone del bianco · d5 torre del bianco · b3 re del bianco · f3 alfiere del bianco · h3 alfiere del nero | 5 |
| 4 | a7 torre del nero · d7 pedone del nero · b6 pedone del nero · c6 re del nero · c5 pedone del bianco · d5 torre del bianco · b3 re del bianco · f3 alfiere del bianco · h3 alfiere del nero | a7 torre del nero · d7 pedone del nero · b6 pedone del nero · c6 re del nero · c5 pedone del bianco · d5 torre del bianco · b3 re del bianco · f3 alfiere del bianco · h3 alfiere del nero | a7 torre del nero · d7 pedone del nero · b6 pedone del nero · c6 re del nero · c5 pedone del bianco · d5 torre del bianco · b3 re del bianco · f3 alfiere del bianco · h3 alfiere del nero | a7 torre del nero · d7 pedone del nero · b6 pedone del nero · c6 re del nero · c5 pedone del bianco · d5 torre del bianco · b3 re del bianco · f3 alfiere del bianco · h3 alfiere del nero | a7 torre del nero · d7 pedone del nero · b6 pedone del nero · c6 re del nero · c5 pedone del bianco · d5 torre del bianco · b3 re del bianco · f3 alfiere del bianco · h3 alfiere del nero | a7 torre del nero · d7 pedone del nero · b6 pedone del nero · c6 re del nero · c5 pedone del bianco · d5 torre del bianco · b3 re del bianco · f3 alfiere del bianco · h3 alfiere del nero | a7 torre del nero · d7 pedone del nero · b6 pedone del nero · c6 re del nero · c5 pedone del bianco · d5 torre del bianco · b3 re del bianco · f3 alfiere del bianco · h3 alfiere del nero | a7 torre del nero · d7 pedone del nero · b6 pedone del nero · c6 re del nero · c5 pedone del bianco · d5 torre del bianco · b3 re del bianco · f3 alfiere del bianco · h3 alfiere del nero | 4 |
| 3 | a7 torre del nero · d7 pedone del nero · b6 pedone del nero · c6 re del nero · c5 pedone del bianco · d5 torre del bianco · b3 re del bianco · f3 alfiere del bianco · h3 alfiere del nero | a7 torre del nero · d7 pedone del nero · b6 pedone del nero · c6 re del nero · c5 pedone del bianco · d5 torre del bianco · b3 re del bianco · f3 alfiere del bianco · h3 alfiere del nero | a7 torre del nero · d7 pedone del nero · b6 pedone del nero · c6 re del nero · c5 pedone del bianco · d5 torre del bianco · b3 re del bianco · f3 alfiere del bianco · h3 alfiere del nero | a7 torre del nero · d7 pedone del nero · b6 pedone del nero · c6 re del nero · c5 pedone del bianco · d5 torre del bianco · b3 re del bianco · f3 alfiere del bianco · h3 alfiere del nero | a7 torre del nero · d7 pedone del nero · b6 pedone del nero · c6 re del nero · c5 pedone del bianco · d5 torre del bianco · b3 re del bianco · f3 alfiere del bianco · h3 alfiere del nero | a7 torre del nero · d7 pedone del nero · b6 pedone del nero · c6 re del nero · c5 pedone del bianco · d5 torre del bianco · b3 re del bianco · f3 alfiere del bianco · h3 alfiere del nero | a7 torre del nero · d7 pedone del nero · b6 pedone del nero · c6 re del nero · c5 pedone del bianco · d5 torre del bianco · b3 re del bianco · f3 alfiere del bianco · h3 alfiere del nero | a7 torre del nero · d7 pedone del nero · b6 pedone del nero · c6 re del nero · c5 pedone del bianco · d5 torre del bianco · b3 re del bianco · f3 alfiere del bianco · h3 alfiere del nero | 3 |
| 2 | a7 torre del nero · d7 pedone del nero · b6 pedone del nero · c6 re del nero · c5 pedone del bianco · d5 torre del bianco · b3 re del bianco · f3 alfiere del bianco · h3 alfiere del nero | a7 torre del nero · d7 pedone del nero · b6 pedone del nero · c6 re del nero · c5 pedone del bianco · d5 torre del bianco · b3 re del bianco · f3 alfiere del bianco · h3 alfiere del nero | a7 torre del nero · d7 pedone del nero · b6 pedone del nero · c6 re del nero · c5 pedone del bianco · d5 torre del bianco · b3 re del bianco · f3 alfiere del bianco · h3 alfiere del nero | a7 torre del nero · d7 pedone del nero · b6 pedone del nero · c6 re del nero · c5 pedone del bianco · d5 torre del bianco · b3 re del bianco · f3 alfiere del bianco · h3 alfiere del nero | a7 torre del nero · d7 pedone del nero · b6 pedone del nero · c6 re del nero · c5 pedone del bianco · d5 torre del bianco · b3 re del bianco · f3 alfiere del bianco · h3 alfiere del nero | a7 torre del nero · d7 pedone del nero · b6 pedone del nero · c6 re del nero · c5 pedone del bianco · d5 torre del bianco · b3 re del bianco · f3 alfiere del bianco · h3 alfiere del nero | a7 torre del nero · d7 pedone del nero · b6 pedone del nero · c6 re del nero · c5 pedone del bianco · d5 torre del bianco · b3 re del bianco · f3 alfiere del bianco · h3 alfiere del nero | a7 torre del nero · d7 pedone del nero · b6 pedone del nero · c6 re del nero · c5 pedone del bianco · d5 torre del bianco · b3 re del bianco · f3 alfiere del bianco · h3 alfiere del nero | 2 |
| 1 | a7 torre del nero · d7 pedone del nero · b6 pedone del nero · c6 re del nero · c5 pedone del bianco · d5 torre del bianco · b3 re del bianco · f3 alfiere del bianco · h3 alfiere del nero | a7 torre del nero · d7 pedone del nero · b6 pedone del nero · c6 re del nero · c5 pedone del bianco · d5 torre del bianco · b3 re del bianco · f3 alfiere del bianco · h3 alfiere del nero | a7 torre del nero · d7 pedone del nero · b6 pedone del nero · c6 re del nero · c5 pedone del bianco · d5 torre del bianco · b3 re del bianco · f3 alfiere del bianco · h3 alfiere del nero | a7 torre del nero · d7 pedone del nero · b6 pedone del nero · c6 re del nero · c5 pedone del bianco · d5 torre del bianco · b3 re del bianco · f3 alfiere del bianco · h3 alfiere del nero | a7 torre del nero · d7 pedone del nero · b6 pedone del nero · c6 re del nero · c5 pedone del bianco · d5 torre del bianco · b3 re del bianco · f3 alfiere del bianco · h3 alfiere del nero | a7 torre del nero · d7 pedone del nero · b6 pedone del nero · c6 re del nero · c5 pedone del bianco · d5 torre del bianco · b3 re del bianco · f3 alfiere del bianco · h3 alfiere del nero | a7 torre del nero · d7 pedone del nero · b6 pedone del nero · c6 re del nero · c5 pedone del bianco · d5 torre del bianco · b3 re del bianco · f3 alfiere del bianco · h3 alfiere del nero | a7 torre del nero · d7 pedone del nero · b6 pedone del nero · c6 re del nero · c5 pedone del bianco · d5 torre del bianco · b3 re del bianco · f3 alfiere del bianco · h3 alfiere del nero | 1 |
|   | a | b | c | d | e | f | g | h |   |

Soluzione:
1. Td6++!  Rb5!  (1. ...Rxc5 2. Td5+ Rc6 3. Ta5+ e vince)

2. cxb6  Ae6+

3. Txe6!  (3. Rb2? Ta2+ 4. Rc1 Th2!)  3. ...Tb7!

4. Te5+  d5!

5. Axd5  Txb6

6. Ab7  matto.